# Serranus baldwini
Serranus baldwini és una espècie de peix de la família dels serrànids i de l'ordre dels perciformes.

## Morfologia
Els mascles poden assolir els 12 cm de longitud total.

## Distribució geogràfica
Es troba des del sud de Florida i les Bahames fins al sud-est del Brasil.